# Taste of India
«Taste of India» es una canción de la banda estadounidense de hard rock Aerosmith. Fue lanzado en 1997 en el álbum Nine Lives. Fue lanzado como un sencillo promocional , alcanzando el # 3 en el Mainstream Rock Tracks en 1998. La canción fue escrita por el cantante Steven Tyler, el guitarrista Joe Perry y compositor Glen Ballard.
La canción,que dura en poco menos de seis minutos, contiene elementos de la música hindú , junto con la conducción de riffs de guitarra y un ritmo pesado de fondo, así como una introducción sarangi por Ramesh Mishra. 
La banda declaró que el nombre de la canción surgió mientras caminaban y vieron a un restaurante llamado Taste of India

## Canción en vivo
Esta canción no fue tocada en directo por la banda desde el Nine Lives Tour. Fue vuelta a tocar en el concierto en Bangalore el 2 de junio de 2007. Fue la primera canción en el concierto, donde fue puesta la bandera de la India como telón de fondo.
- Datos: Q3981432